# يوجي كيتاجيما
يوجي كيتاجيما (باليابانية: 北島 祐二) (مواليد 4 أغسطس 2000) هو لاعب كرة قدم ياباني.

## وصلات خارجية
- يوجي كيتاجيما على موقع رابطة كرة القدم اليابانية للمحترفين (اليابانية)
- يوجي كيتاجيما على موقع قاعدة بيانات كرة القدم.إي يو (الإنجليزية)
- يوجي كيتاجيما على موقع Soccerway.com (الإنجليزية)
- يوجي كيتاجيما على موقع عالم كرة القدم.نت (الإنجليزية)